# أدريانا فارغاس
أدريانا فارغاس (بالإسبانية: Adriana Vargas)‏ هي مذيعة أخبار وصحفية كولومبية، ولدت في 29 نوفمبر 1976 في بوغوتا في كولومبيا.